# Jagüey Grande
Jagüey Grande es uno de los municipios que conforman la Provincia de Matanzas, en Cuba. 
Posee una extensión territorial de 881, 86 km² y una población de 60, 391 habitantes. 

## Historia
La ciudad, fundada a mediados del siglo XIX, fue testigo del acontecimiento histórico conocido como el Alzamiento de Jagüey Grande, a inicios de 1869, recién comenzada la Guerra de los Diez Años (1868-1878), primera guerra por la independencia de Cuba. también por sus calles ha caminado el celebre y reconocido poeta y autor cubano-español José Martí